# Aulopocella gelasinus
Aulopocella gelasinus is een mosdiertjessoort uit de familie van de Lekythoporidae. De wetenschappelijke naam van de soort is voor het eerst geldig gepubliceerd in 2000 door Bock & Cook.